# Кишорит
Кишорит (ивр. כישורית‎, дословно — «прялка») — кибуц на севере Израиля. Расположен в Галилее, недалеко от Кармиэля. Относится к региональному совету Мисгав. Все члены кибуца — взрослые инвалиды.

## История
Кибуц первоначально основан в конце 1970-х годов под названием Кишор, но был заброшен несколько лет спустя. В 1997 году он был переименован в Кишорит — кибуц для людей с особыми потребностями («нейроотличных»). Назван по словам из библейского стиха (Прит. 31:19), вместе с близлежащим кибуцем Пелех, название которого является соответствующим словом того же стиха.
Кишорит предоставляет своим членам возможности трудоустройства, досуга, частного проживания, медицинского наблюдения, ухода и возможностей для социальной интеграции в израильское общество. Всем членам назначаются рабочие обязанности в прачечной, на кухне или в одном из десяти рабочих центров. Центры, все из которых возглавляются приглашенными специалистами, включают в себя органическую козью ферму, курятник, фабрику игрушек и собачий питомник, где разводят миниатюрных шнауцеров, продаваемых в Европе.